# Punta de la Puça
La Punta de la Puça és una muntanya de 1.148 metres que es troba al municipi de la Sénia, a la comarca catalana del Montsià.